# Sangala suavaria
Sangala suavaria är en fjärilsart som beskrevs av Pieter Cornelius Tobias Snellen 1874. Sangala suavaria ingår i släktet Sangala och familjen mätare. Inga underarter finns listade.